# اپرمیلاست
اپرمیلاست (به انگلیسی: Apremilast) (با نام تجاری Otezla) یک مهارکنندهٔ خوراکی مولکول‌های کوچک فسفودی‌استراز ۴ (PDE4) می‌باشد. اپرمیلاست به طور خاص PDE4 را مهار و با تولید خود به خود از TNF-آلفا از سلول‌های سینوویال روماتوئید انسانی جلوگیری می‌کند. این فعالیت ضد التهابی است.

## استفادهٔ پزشکی
اپرمیلاست توسط USFDA در مارس ۲۰۱۴ برای درمان بزرگسالان مبتلا به ورم مفاصل پسوریاتیک فعال تصویب شد. اپرمیلاست اولین داروی خوراکی است که مورد تایید FDA برای درمان ورم مفاصل پسوریاتیک ارائه می‌شود و یک درمان خوراکی راحت در مقایسه با داروهای بیولوژیک تزریقی می‌باشد. در سپتامبر ۲۰۱۴، Otezla (apremilast) ،USFDA را برای درمان پسوریازیس پلاکی متوسط تا وخیم تایید کرده است. همچنین برای اثر بخشی آن در درمان دیگر بیماری‌های مزمن التهابی مانند اسپوندیلیت انکیلوزان، بیماری بهجت و آرتریت روماتوئید تست شده است. این دارو با نام تجاری اوتزلا در دنیا تولید می شود که در سال های اخیر برای اولین بار نمونه ایرانی این دارو با نام پرمیلاتیک در دوزهای 10، 20 و 30 میلی گرم توسط شرکت دانش بنیان زیست اروند فارمد تولید گشته است.